# Alfred Mombert
Alfred Mombert (Karlsruhe, 6 febbraio 1872 – Winterthur, 8 aprile 1942) è stato un poeta, scrittore e drammaturgo tedesco.

## Biografia

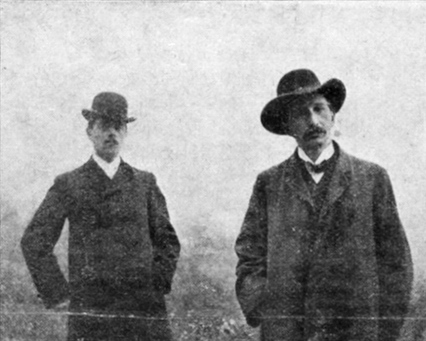
Mombert e il poeta, drammaturgo ceco Emanuel Lesehrad, a Praga, nel 1906

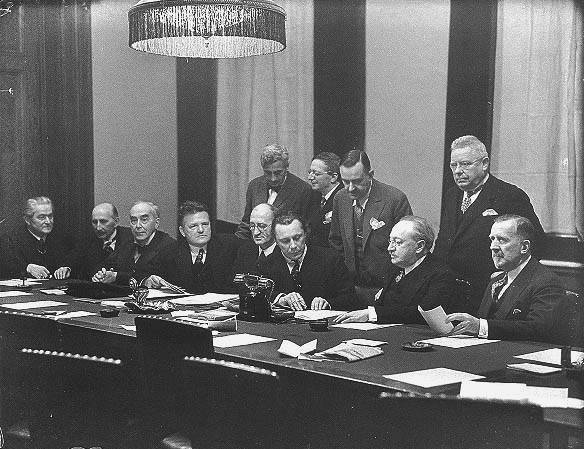
Accademia delle arti di Berlino, 1929, Mombert è il secondo da sinistra

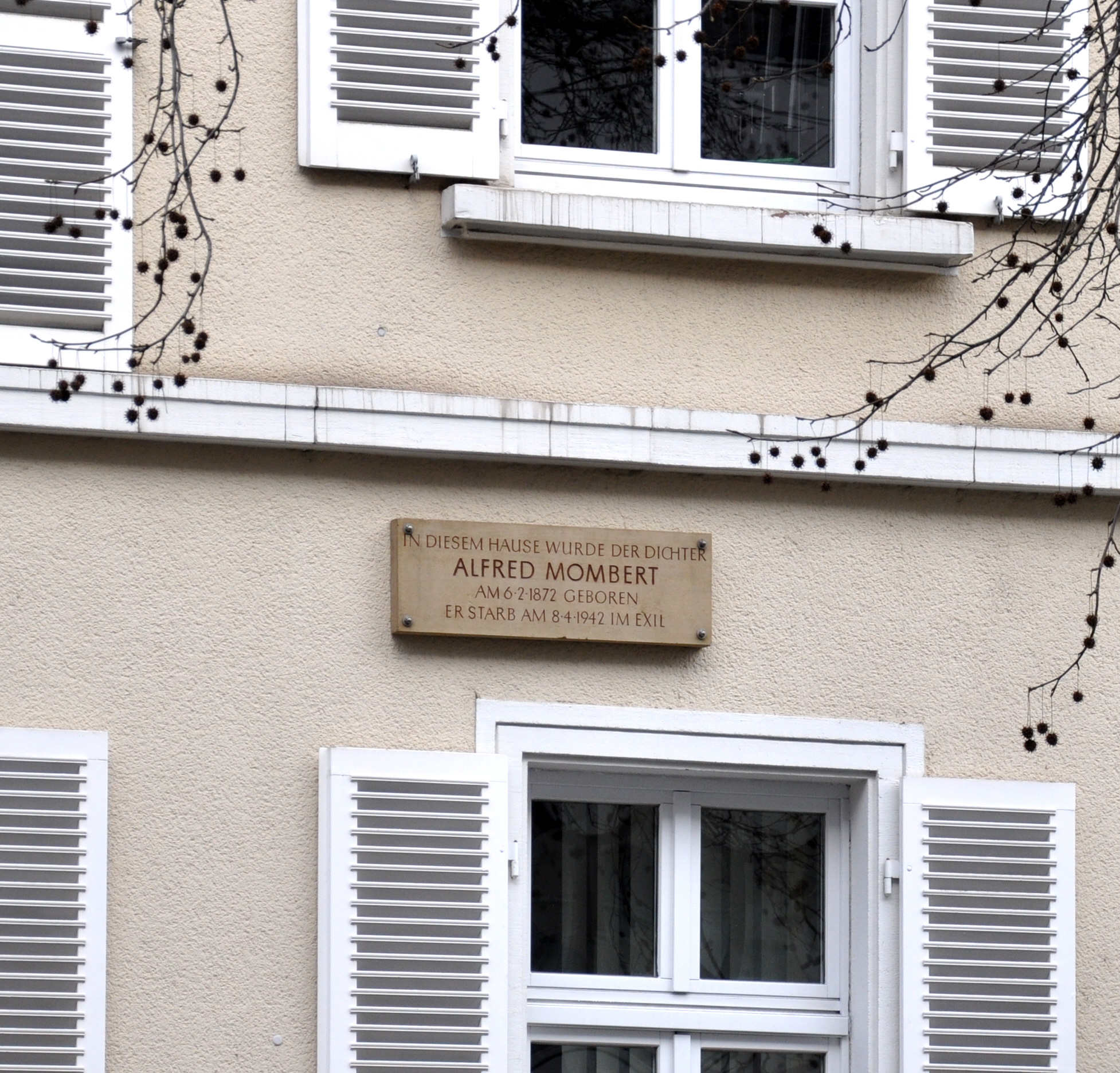
Targa commemorativa sulla casa di nascita di Mombert, a Karlsruhe

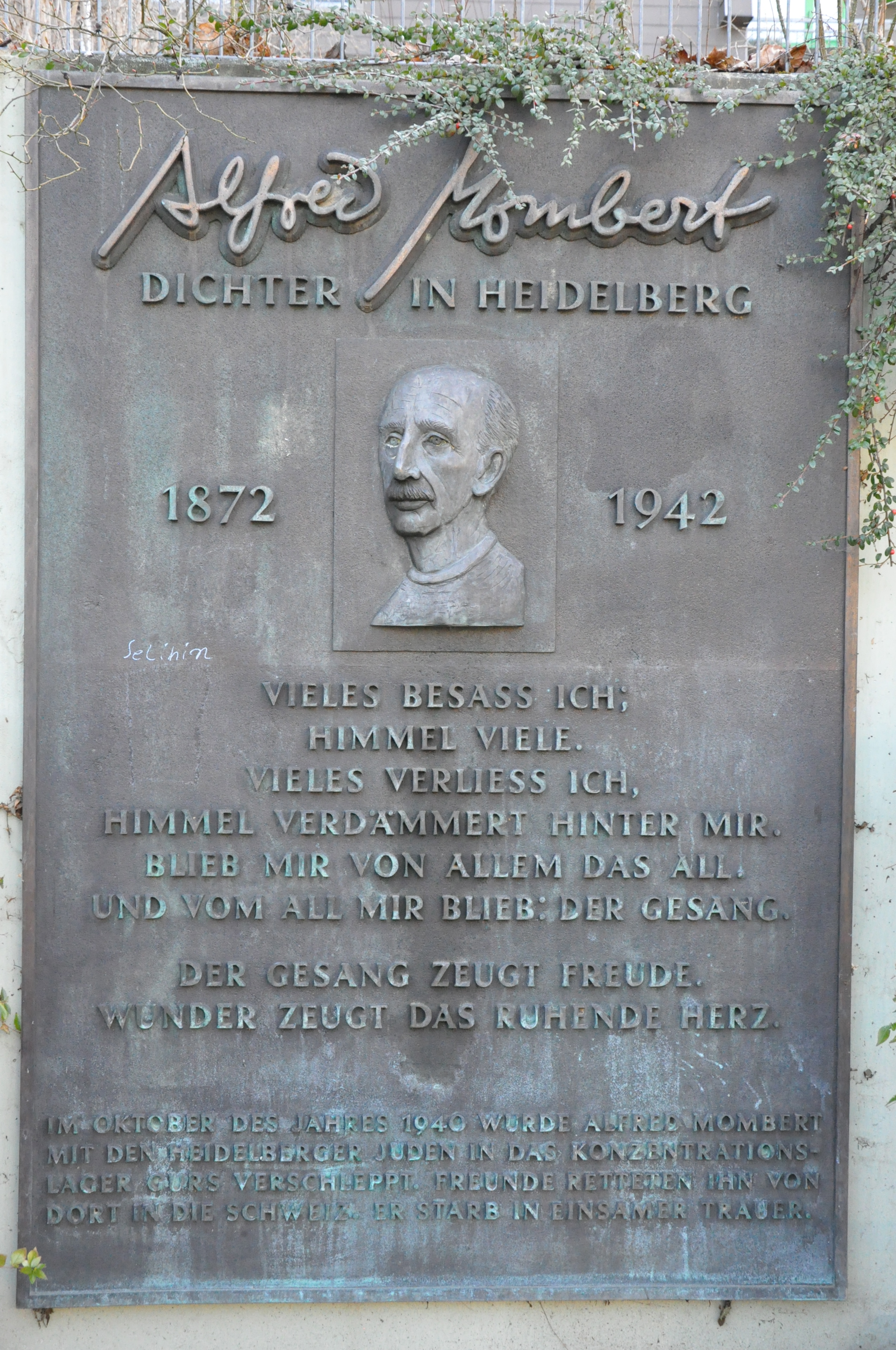
Targa commemorativa per Alfred Mombert a Mombertplatz, ad Heidelberg

Alfred Mombert nacque a Karlsruhe il 6 febbraio 1872.
La sua carriera di studi incluse corsi di diritto, seguiti da un breve periodo di lavoro come avvocato, dopo di che si dedicò sia alla poesia sia agli studi di filosofia e teosofia.
Il suo carattere mistico-visionario lo allontanò dallo stile naturalistico diffuso ai suoi tempi, per avvicinarlo invece al Simbolismo, perseguendo un linguaggio innovativo; il simbolo fu uno degli elementi principali nelle sue opere, utilizzato per ricercare una rivelazione spirituale e una manifestazione di armonia dell'universo.
Le sue poesie, tra le quali si possono menzionare, le due raccolte giovanili Giorno e notte (Tag und Nacht, 1984) e L'ardente (Der Glühende, 1896), nelle quali si evidenziò già il tormentato misticismo dell'universo che si manifestò pienamente nei poemi visionari Il fiore del caos (Die Blüte des Chaos, 1905), Lo spirito del sole (Der Sonne-Geist, 1905), e nella grande trilogia Eone (Aeon, 1907-1911),Eone agognato dal mondo (Aeon der Weltgesuchte, 1907), Eone fra le donne (Aeon zwischen den Frauen, 1910), Eone davanti a Siracusa (Aeon vor Syrakus, 1911), furono vere e proprie visioni cosmiche, di un pathos ditirambico esprimente nelle ebbrezze dell'universo avvisaglie dell'Espressionismo,ma anche un'estetica del monismo e del neoromanticismo del XIX secolo.
I lavori di Mombert risultarono spiritualmente aderenti al gruppo della rivista Charon (1904), guidata dal poeta Otto zur Linde (1873-1938), caratterizzati da una certa profondità e complessità dei simbolismi e da un'astrattezza dei miti.
La fede nell'estetismo mistico contraddistinse anche i due drammi La discesa di Egla (Aiglas Herabkunft, 1929) e Aig las Tempel (1931), e l'ultima opera, il poema nostalgico Sfaira il vecchio (Sfaira der Alte, 1936-1942).
Negli anni della dittatura nazista, Mombert, di origine ebraica, venne arrestato e rinchiuso in un campo di concentramento in Francia, e solo grazie all'aiuto di amici svizzeri riuscì a ritrovare la libertà, anche se morì poco dopo, in Svizzera, a Winterthur, 8 aprile 1942.
Tra gli scrittori che Mombert influenzò, si può ricordare il filosofo Gustav Landauer.

## Opere
- Giorno e notte (Tag und Nacht, 1984);
- L'ardente (Der Glühende, 1896);
- Il fiore del caos (Die Blüte des Chaos, 1905);
- Lo spirito del sole (Der Sonne-Geist, 1905);
- Eone agognato dal mondo (Aeon der Weltgesuchte, 1907);
- Eone fra le donne (Aeon zwischen den Frauen, 1910);
- Eone davanti a Siracusa (Aeon vor Syrakus, 1911);
- La discesa di Egla (Aiglas Herabkunft, 1929);
- Aig las Tempel (1931);
- Sfaira il vecchio (Sfaira der Alte, 1936-1942).